# パップスの面積定理
パップスの面積定理（パップスのめんせきていり、英語: Pappus's area theorem）とは、幾何学の定理である。パップスの定理ともいう。
アレクサンドリアのパップスにちなんで命名されている。

濃灰色と薄灰色の面積は等しい。

ピタゴラスの定理が拡張されたものである。

## 定理
定理は三角形の2辺に任意の平行四辺形が外接しているとき、その2平行四辺形の和と等しい面積を持つ平行四辺形を残りの辺に作る方法を述べる。
△ABCで、三角形の辺ABとACに外接する2つの任意の平行四辺形をABDEとACFGとする。 直線DEと直線FGの交点をHとする。線分DE上に点U、線分FG上に点Vを、
AH//BU//CV
となるようにとり、点Uを点Bに対して点対称移動した点をL、点Vを点Cに対して点対称移動した点をMとすると、面積Aで、
{\displaystyle A_{ABDE}+A_{ACFG}=A_{BCML}}
が成り立つ。

## 証明
直線AHと線分BCとの交点をR、MLとの交点をQとする。
DE//ABであるから平行四辺形ABDE、ABUHの面積は等しい。又、BU=BL、UL//HQであるから、平行四辺形ABUH、RQLBの面積は等しい。同様なことが平行四辺形ACFGにも言えるので、面積Aで、
{\displaystyle {\begin{aligned}A_{ABDE}+A_{ACFG}\,{}&=A_{ABUH}+A_{ACVH}\\&=A_{BLRQ}+A_{RCMQ}\\&=A_{BCML}\end{aligned}}}
である。